# おつかいブレイド 黒騎士物語
おつかいブレイド 黒騎士物語（ - くろきしものがたり）は、雑誌『マジキュー』（エンターブレイン）でVol.27（2006年5月25日発売、本編はVol.28より隔月掲載。奇数号は「フルはれ! 〜星にねがいを〜」掲載）からVol.40（2007年6月25日発売、最終号）まで連載された読者参加企画。
画：みけおう、構成・文芸：小池倫太郎、メカニックデザイン：内藤隆。

## ストーリー
神聖西銀河帝国皇帝選挙を控え10歳にして君主の座を継いだロナック大公は、黒騎士・ポワイエ卿に皇帝選挙の投票権を持つ選帝侯への多数派工作を命令する。しかし、現大公の祖父の代からロナック家に仕えて来たポワイエ卿は高齢を（表向きの）理由に引退を表明し、5人の弟子で最も優秀な者に黒騎士の称号を譲ることを宣言する。

### 5人の黒騎士候補
ベルノ
身長158cm B 82 / W 56 / H 83
17歳。大食い。イメージカラーは赤。乗騎はキンギョ型のストロベリーフィッシュ。
シールズ
身長146cm B 89 / W 55 / H 87
18歳。片付け魔。イメージカラーは青。乗騎はカエル型のブルーベリーフロッグ。
リヴェット
身長160cm B 86 / W 58 / H 88
18歳。天然。イメージカラーは黄色。乗騎はライオン（ネコ？）型のバナナライオン。
バランタイン
身長162cm B 76 / W 57 / H 85
16歳。気分屋。イメージカラーは桃色。乗騎はウサギ型のラビットピーチ。
マリブ
身長171cm B 92 / W 59 / H 91
16歳。没感情系。イメージカラーは紫、乗騎はヒツジ型のバイオレットポテトシープ。

## 企画の概要
雑誌巻末に綴じ込みのハガキ（読者コーナー投稿用のハガキと兼用。往復ハガキではない）を使用する。毎回、5人の黒騎士候補に与えられた使命を成功させるのが誰かを5人のうち1人、もしくは2人1組（合計15通り）で予想してマークシートで回答する。